# Alfred-Auguste Cuvillier-Fleury
Alfred-Auguste Cuvillier-Fleury (París, 18 de marzo de 1802-París, 18 de octubre de 1887) fue un historiador y crítico literario francés.

## Biografía
Prefecto de los estudios en el collège Sainte-Barbe y preceptor de Enrique de Orleans, duque de Aumale de 1827 a 1839, se convirtió en su secretario especial. Contribuyó, asimismo, con el Journal des Débats. La Academia francesa lo eligió para ocupar el asiento número 35 en 1866.
En 1830 publicó Documents historiques sur M. le comte Lavalette y editó las Mémoires de la hija de Lavalette, Joséphine. Aunque no se lanzaron nuevas ediciones de sus publicaciones mientras estaba vivo, tanto su Correspondance avec le duc d'Aumale como su Journal intime continúan siendo fuentes importantes en lo concerniente a la historia del orleanismo.

## Selección de obras
- Portraits politiques et révolutionnaires: volumen I, volumen II (1851)
- Voyages et voyageurs (1854)
- Nouvelles études historiques et littéraires (1855)
- Dernières études historiques et littéraires: volumen I, volumen II (1859)
- Historiens, poètes et romanciers (1863)
- Études et portraits (1865–68)
- Posthumes et revenants (1878)
- Journal intime (1903)
- Correspondance du Duc d'Aumale et de Cuvillier-Fleury (1910)